# Frédéric Back

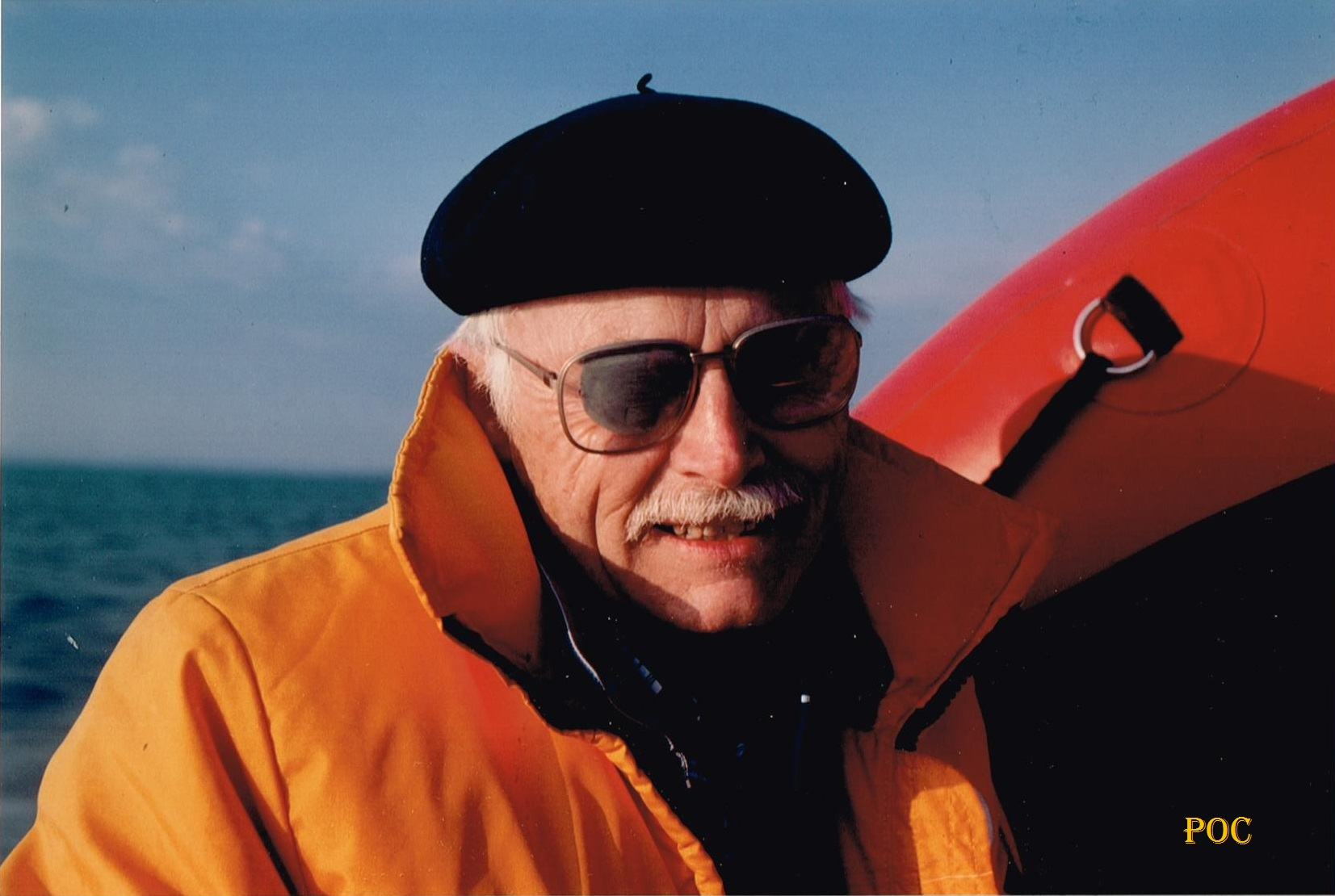
Frédéric Back

Frédéric Back, OC, CQ (* 8. April 1924 in Saarbrücken, Saargebiet; † 24. Dezember 2013 in Montreal) war ein kanadischer Animator und Animationsregisseur.

## Leben
Frédéric Back lebte seit 1948 im kanadischen Montreal. Zuerst arbeitete er als Lehrer, bis er 1952 zur Animationsabteilung von Radio-Canada stieß.
1981 erhielt sein Film Tout-rien eine Oscar-Nominierung. 1982 gewann er dann den Oscar in der Kategorie bester animierter Kurzfilm für seinen Film Crac und 1988 für den Film Der Mann, der Bäume pflanzte.
1989 wurde er als Ritter des Ordre national du Québec ausgezeichnet. Im folgenden Jahr wurde er Offizier des Order of Canada. 1994 erhielt er eine weitere Oscar-Nominierung für Le fleuve aux grandes eaux. Im Jahr 2000 wurde er für sein Lebenswerk mit dem kanadischen Prix Jutra ausgezeichnet.

## Filmografie
- 1970: Abracadabra
- 1971: Inon ou la conquête du feu
- 1973: La création des oiseaux
- 1974: Illusion
- 1977: Taratata
- 1979: The Firebird
- 1980: Tout-rien
- 1981: Crac
- 1987: Der Mann, der Bäume pflanzte (L'homme qui plantait des arbres)
- 1993: Le fleuve aux grandes eaux
- 2002: Mémoires de la terre